# Carlos Enrique Taboada
Carlos Enrique Taboada est un réalisateur mexicain né le 18 juillet 1929 à Mexico et décédé le 15 avril 1997. 

## Biographie
Carlos Enrique Taboada a réalisé une vingtaine de films entre 1964 et 1989.

## Filmographie

### Réalisateur
- 1964 : La recta final
- 1967 : El juicio de Arcadio
- 1968 : Vagabundo en la lluvia
- 1968 : Hasta el viento tiene miedo
- 1968 : El libro de piedra (es)
- 1970 : La fuerza inútil
- 1970 : El arte de engañar
- 1970 : El deseo en otoño (es)
- 1970 : Rubí (es)
- 1970 : ¿Quién mató al abuelo?
- 1970 : El negocio del odio
- 1973 : Rapiña (es)
- 1975 : Más negro que la noche (es)
- 1977 : La guerra santa (es)
- 1984 : Veneno para las hadas (es)

### Scénariste
- 1954 : Kid Tabaco de Zacarías Gómez Urquiza
- 1959 : El pandillero de Rafael Baledón
- 1959 : Chucho el Roto [série de trois épisodes] de Manuel Muñoz
- 1959 : Aventuras de Chucho el Roto [série de trois épisodes]
- 1959 : La captura de Chucho el Roto [série de trois épisodes]
- 1959 : La entrega de Chucho el Roto [série de trois épisodes]
- 1959 : La maldición de Nostradamus [série de trois épisodes]
- 1959 : Nostradamus y el destructor de monstruos [série de trois épisodes]
- 1959 : Nostradamus, el genio de las tinieblas [série de trois épisodes]
- 1959 : La sangre de Nostradamus [série de trois épisodes]
- 1959 : El testamento del vampiro [série de trois épisodes]
- 1960 : Les Innocents de Juan Antonio Bardem
- 1960 : Tirando a matar
- 1960 : Que me maten en tus brazos
- 1960 : Orlak, el infierno de Frankenstein (es) de Rafael Baledón
- 1960 : El malvado Carabel
- 1970 : Rubí

## Hommages
En 2013, le festival du film fantastique de Gérardmer ainsi que la Cinémathèque française lui ont rendu hommage.